# Eleuterio Ramírez Molina

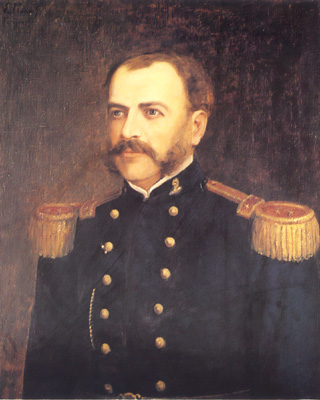
Eleuterio Ramírez Molina

Eleuterio Ramírez Molina (* 18. April 1837 in Osorno, Chile; † 27. November 1879 in Tarapacá) war ein chilenischer Offizier, zuletzt mit dem Rang Oberstleutnant. Für seine Rolle im Salpeterkrieg 1879–1883 wurde er postum zum Nationalhelden erklärt.
1859 wurde die chilenische Stadt Talca von dem Rebellen und Revolutionär José Ramón Vallejos angegriffen. Am 22. Februar 1859 evakuierte Eleuterio Ramírez Molina die Stadt ohne kriegerische Handlungen. Am 29. April 1859 verteidigte er die Nordtruppen in der Schlacht von Cerro Grande.
Zwischen 1860 und 1872 nahm er an Kämpfen gegen die Mapuche-Indianer teil. Im Krieg gegen Spanien nahm er am 25. Dezember 1865 an der Schlacht bei Calama teil.
1879 brach der Salpeterkrieg gegen Peru und Bolivien aus. Nachdem die chilenischen Truppen am 2. November 1879 Pisagua und am 19. November 1879 Dolores eingenommen hatten, erfolgte der Angriff auf die Stadt Tarapacá.
Unter dem Befehl von General Escala drangen die Truppen am 27. November 1879 nach Tarapacá vor. Die chilenische Truppenstärke lag bei 2.278 Mann, die peruanischen und bolivianischen Einheiten hatten etwa 6.600 Mann.
Eleuterio Ramírez Molina führte einen Angriff mit rund 200 Mann, dabei kam er ums Leben. Die Chilenen verloren die Schlacht von Tarapacá, allerdings hatte die Schlacht wenig Relevanz für den Kriegsverlauf, da die Chilenen bereits große Truppenverbände bei Pisagua angelandet hatten. Die Peruaner mussten sich zurückziehen.
Staatspräsident Carlos Ibáñez del Campo erklärte Ramírez Molina am 11. Dezember 1927 zum Nationalhelden. In Osorno wurde ein Monument für ihn errichtet. Die Insel Ramírez Island vor der Westküste der Antarktischen Halbinsel ist ihm zu Ehren benannt.
| Personendaten    | Personendaten                                          |
| ---------------- | ------------------------------------------------------ |
| NAME             | Ramírez Molina, Eleuterio                              |
| KURZBESCHREIBUNG | chilenischer Nationalheld im Salpeterkrieg (1879–1883) |
| GEBURTSDATUM     | 18. April 1837                                         |
| GEBURTSORT       | Osorno, Chile                                          |
| STERBEDATUM      | 27. November 1879                                      |
| STERBEORT        | Tarapacá                                               |